# Аланжоа
Аланжоа (фр. Allenjoie) насеље је и општина у источној Француској у региону Франш-Конте, у департману Ду која припада префектури Монбелијар.
По подацима из 2011. године у општини је живело 758 становника, а густина насељености је износила 115,55 становника/km². Општина се простире на површини од 6,56 km². Налази се на средњој надморској висини од 330 метара (максималној 417 m, а минималној 320 m).

## Демографија
| 1962. | 1968. | 1975. | 1982. | 1990. | 1999. | 2011. |
| ----- | ----- | ----- | ----- | ----- | ----- | ----- |
| 390   | 461   | 661   | 649   | 578   | 583   | 758   |

График промене броја становника у току последњих година